# 米安·阿卜杜勒·拉希德
米安·阿卜杜勒·拉希德爵士，KCSI（1899年6月29日—1981年11月6日），是巴基斯坦最高法院的第一位首席大法官，法律哲学家，巴基斯坦的开国元勋之一，法学博士。1949年至1954年在任。